# Will Simpson
Will Simpson (née le 9 juin 1959 à Springfield) est une cavalière américaine ayant participé aux Jeux olympiques d'été de 2008. Elle remporte la médaille d'or dans l'épreuve du saut d'obstacles par équipe (avec McLain Ward, Laura Kraut et Beezie Madden).

## Palmarès

### Jeux olympiques
- Jeux olympiques de 2008 à Pékin,  Chine
  -  Médaille d'or